# 연인이여
《연인이여》는 2007년 3월 30일부터 2007년 6월 1일까지 방영된 SBS 금요드라마이며, 당초 2007년 3월 23일 첫 방송 예정이었으나 특집드라마 《사랑한다면 이들처럼》이 편성되면서 첫 회가 3월 30일로 미루어졌다.

## 등장 인물

### 주요 인물
- 윤손하 : 이애영 역
- 유오성 : 고동우 역
- 김서형 : 하제인 역
- 이형철 : 장현석 역

### 그 외 인물
- 장용 : 애영 부 역
- 박진우 : 강철 역
- 이연두 : 홍장미 역
- 권해효 : 박광 역
- 허근혁 : 윤만기 역
- 손여은 : 차명순 역